# Дигвид, Джон
Томас Джон Дигвид (англ. Thomas John Digweed; род. 1 января 1967, Гастингс, Англия) — британский диджей и музыкальный продюсер, основатель лейбла Bedrock Records. Считается одним из основателей стиля прогрессив-хаус. 

## Биография
Джон Дигвид родился 1 января 1967 года в Гастингсе (Англия). Начал заниматься диджеингом с 15 лет. Входил в топ-10 лучших диджеев мира по самой престижной версии журнала DJ Mag с 1998 по 2008 год. Лучший диджей мира 2001 года. Известен выпуском компиляций на лейблах Renaissance, Global Underground и Bedrock Records, а также как автор и ведущий радиопрограммы Transitions. Выступает в клубах по всему миру.

## Дискография

### Альбомы
- 1994 — Journeys by DJ Vol 4 — (Music Unites)
- 1994 — Sasha & John Digweed — Renaissance: The Mix Collection (Renaissance)
- 1995 — Renaissance — The Mix Collection Part 2 (Renaissance)
- 1996 — Sasha & John Digweed — Northern Exposure (Ministry of Sound, Ultra Records)
- 1997 — Sasha & John Digweed — Northern Exposure 2 (Ministry of Sound, Ultra Records)
- 1997 — The Winning Ticket (Jackpot)
- 1998 — Global Underground 006: Sydney (GU001 in the US) (Boxed)
- 1999 — Bedrock (INCredible, Ultra Records)
- 1999 — Sasha & John Digweed — Northern Exposure: Expeditions (INCredible, Ultra Records)
- 1999 — Global Underground 014: Hong Kong (Boxed)
- 2000 — Sasha & John Digweed — Communicate (Ultra Records, Kinetic Records) (Billboard 200 #149)
- 2001 — Global Underground 019: Los Angeles (Boxed)
- 2002 — MMII (Bedrock Records) (Billboard Top Electronic Albums #7)
- 2003 — Stark Raving Mad (Thrive Records) (Billboard Electronic #9)
- 2004 — Layered Sounds (Bedrock Records)
- 2005 — Fabric 20 (Fabric) (Billboard Electronic #13)
- 2005 — Choice - A Collection Of Classics (Azuli Records)
- 2005 — Layered Sounds 2 (Bedrock Records)
- 2006 — Transitions (Renaissance)/(Thrive Records) (Billboard Electronic #16)
- 2007 — Transitions 2 (Renaissance)
- 2007 — Transitions 3 (Renaissance)
- 2008 — Transitions 4 (Renaissance)
- 2008 — Bedrock 10 Past Present Future (Bedrock Records)
- 2009 — Bedrock Eleven (Bedrock Records)
- 2010 — Structures (Bedrock Records)
- 2010 — Bedrock Twelve (Bedrock Records)
- 2011 — Structures 2 (Bedrock Records)
- 2012 — live in Cordoba
- 2012 — Live in London
- 2013 — Live in Slovenia
- 2013 — Live in Argentina
- 2014 — Live in Miami
- 2014 — Traveler (Bedrock Records)
- 2014 — Live in Toronto
- 2015 — Live in South Beach
- 2016 — Live in Montreal
- 2017 — Live in Brooklyn New-York
- 2017 — Bedrock Frequencies
- 2018 — Live In Tokyo

### Синглы
- 1993 — Bedrock — «For What You Dream Of» (Stress Records) (UK #25)
- 1997 — Bedrock — «Set In Stone»/«Forbidden Zone» (Stress Records) (UK #71)
- 1999 — Bedrock — «Heaven Scent» (Bedrock Records) (UK #35)
- 2000 — Bedrock — «Voices» (Bedrock Records) (UK #44)
- 2001 — Bedrock — «Beautiful Strange» (Bedrock Records)
- 2002 — Bedrock — «Emerald» (Bedrock Records)
- 2003 — Bedrock — «Forge» (Bedrock Breaks)
- 2005 — Bedrock — «Santiago» (Bedrock Records)
- 2006 — Bedrock — «Warung Beach» (Bedrock Records)
- 2007 — John Digweed — «Gridlock» (Renaissance)
- 2009 — John Digweed & Nick Muir — «Tangent» (Bedrock Records)

### Саундтреки
- 1996 — На игле
- 2002 — Бесшабашное ограбление

### DVD
- Sasha & John Digweed present Delta Heavy (System Recordings)